# ازدنیک لیشکا
ازدِنیک لیشکا (چکی: Zdeněk Liška; ۱۶ مارس ۱۹۲۲ – ۱۳ اوت ۱۹۸۳) آهنگساز اهل کشور چکسلواکی بود که تعداد زیادی موسیقی فیلم را در طول یک حرفه پربار که از دهه ۱۹۵۰ شروع شد تولید کرد.وی برندهٔ جوایزی همچون جایزه فیلم آلمان شده‌است.این آهنگ‌ساز برجسته قطعاتی را برای جشن‌های ۲۵۰۰ ساله شاهنشاهی ایران، تحت عنوان «میراث دوران‌ها» ساخته و تنظیم کرد.